# Смитс Гроув (Кентаки)
Смитс Гроув (енгл. Smiths Grove) град је у америчкој савезној држави Кентаки.

## Демографија
По попису из 2010. године број становника је 714, што је 70 (-8,9%) становника мање него 2000. године.
| Група             | 2000.       | 2010.       |
| Белци             | 661 (84,3%) | 612 (85,7%) |
| Афроамериканци    | 95 (12,1%)  | 74 (10,4%)  |
| Азијати           | 0 (0,0%)    | 5 (0,7%)    |
| Хиспаноамериканци | 15 (1,9%)   | 3 (0,4%)    |
| Укупно            | 784         | 714         |